# Acanthogonatus pissii
Acanthogonatus pissii is een spinnensoort in de taxonomische indeling van de bruine klapdeurspinnen (Nemesiidae).
Acanthogonatus pissii werd in 1889 beschreven door Simon.